# Fascio Sportivo Savoia 1934-1935
Questa voce raccoglie le informazioni riguardanti il Savoia nelle competizioni ufficiali della stagione 1934-1935.

## Stagione
La stagione 1934-1935 fu la 15ª stagione sportiva del Savoia.
Prima Divisione 1934-1935: 7º posto

## Divise
| Casa |

## Organigramma societario
Area direttiva
- Presidente:  Achille Filippone
- Dirigenti: Angelo Guidone, Ruggiero, Modugno, Mario De Gennaro, Antonio Save, Franco Pierro, Raffaele Pierro, Bruno Salzano

Area tecnica
- Direttore Sportivo: Salvatore Crispino
- Allenatore:  Osvaldo Sacchi

## Rosa
| N. |                   | Ruolo | Calciatore          |
| -- | ----------------- | ----- | ------------------- |
|    | Italia (bandiera) | P     | Mario Arbizzani     |
|    | Italia (bandiera) | P     | Ciro Visciano       |
|    | Italia (bandiera) | D     | Mario Bredo         |
|    | Italia (bandiera) | D     | Angelo Mantovani    |
|    | Italia (bandiera) | D     | Aldo Pondrano       |
|    | Italia (bandiera) | D     | Ornello Tacchinardi |
|    | Italia (bandiera) | C     | Mario Brasile       |
|    | Italia (bandiera) | C     | Domenico De Nicola  |
|    | Italia (bandiera) | C     | Biagio Martire      |
|    | Italia (bandiera) | C     | Vittorio Staccione  |
|    | Italia (bandiera) | C     | Silverio Tricoli    |
|    | Italia (bandiera) | A     | Giovanni Giraud III |

| N. |                   | Ruolo | Calciatore           |
| -- | ----------------- | ----- | -------------------- |
|    | Italia (bandiera) | A     | Carlo Ravizzoli      |
|    | Italia (bandiera) | A     | Dante Rossi II       |
|    | Italia (bandiera) | A     | Gino Vandelli        |
|    | Italia (bandiera) |       | Bruno                |
|    | Italia (bandiera) |       | Fabrizio             |
|    | Italia (bandiera) |       | Luigi Palazzolo      |
|    | Italia (bandiera) |       | Pantano              |
|    | Italia (bandiera) |       | Agostino Rossi I     |
|    | Italia (bandiera) |       | Russo                |
|    | Italia (bandiera) |       | Alessandro Silvano   |
|    | Italia (bandiera) |       | Costantino Zavattaro |

## Calciomercato
| Acquisti | Acquisti             | Acquisti     | Acquisti   |
| R.       | Nome                 | da           | Modalità   |
| -------- | -------------------- | ------------ | ---------- |
| P        | Mario Arbizzani      | Salernitana  | definitivo |
| D        | Mario Bredo          | Pro Vercelli | definitivo |
| D        | Aldo Pondrano        | Pro Vercelli | definitivo |
| D        | Ornello Tacchinardi  | Spezia       | definitivo |
| C        | Domenico De Nicola   | Napoli       | definitivo |
| C        | Vittorio Staccione   | Cosenza      | definitivo |
| C        | Giovanni Giraud      | Napoli       | definitivo |
|          | Bruno                |              | definitivo |
|          | Fabrizio             |              | definitivo |
|          | Angelo Mantovani     | Pro Vercelli | definitivo |
|          | Biagio Martire       |              | definitivo |
|          | Luigi Palazzolo      | Pro Vercelli | definitivo |
|          | Pantano              | Pro Vercelli | definitivo |
|          | Agostino Rossi       | Taranto      | definitivo |
|          | Russo                |              | definitivo |
|          | Alessandro Silvano   | Pro Vercelli | definitivo |
|          | Costantino Zavattaro | Pro Vercelli | definitivo |

| Cessioni | Cessioni           | Cessioni    | Cessioni   |
| R.       | Nome               | a           | Modalità   |
| -------- | ------------------ | ----------- | ---------- |
| P        | Domenico De Prisco |             | definitivo |
| D        | Luigi Capano       |             | definitivo |
| D        | Michele Giraud     | Taranto     | definitivo |
| C        | Oscar Cirillo      |             | definitivo |
| C        | Pino Ghisi         |             | definitivo |
| C        | Raffaele Giraud    | Catanzarese | definitivo |
| C        | Oreste Sallustro   | Napoli      | definitivo |
| A        | Guerrino Ostromann | Fano        | definitivo |
| A        | Giuseppe Rizza     | Giugliano   | definitivo |
| A        | Ruggero Zanolla    | Taranto     | definitivo |
|          | Giovanni Celoro    |             | definitivo |
|          | Matteo Esposito    |             | definitivo |

## Risultati

### Prima Divisione

#### Girone di andata
| Arbitro: | Gasparro (Roma) |

|                                                                 |           |                                |
| Rossi II 16’, 18’, 27’ (rig.), 49’, 77’ Rossi I 72’ Silvano 83’ | Marcatori | 22’ (rig.) Pulzone 80’ Pitacco |

| Arbitro: | Di Salvo |

|                                 |           |              |
| Palazzi 52’ (rig.) Franzoni 67’ | Marcatori | 70’ Pondrano |

| Arbitro: | Malingher |

|                                                             |           |              |
| Ravizzoli 46’ (rig.) Rossi II 66’ Palazzolo 76’ Rossi I 77’ | Marcatori | 37’ Veronesi |

| Arbitro: | Fois (Roma) |

|                         |           |  |
| Caliummi 28’ Romano 74’ | Marcatori |  |

| Arbitro: | Gaudini |

|                                |           |                            |
| Ravizzoli 34’ Rossi I 72’, 89’ | Marcatori | 9’, 33’ Fedolfi 27’ Lingua |

| Arbitro: | Giovannoni |

|                          |           |                  |
| Carella 24’ Brioschi 70’ | Marcatori | 16’, 51’ Rossi I |

| Arbitro: | Serio (Palermo) |

|                |           |                            |
| Rossi 32’, 69’ | Marcatori | 61’ Lucchesi 90+1’ Corallo |

| Arbitro: | Zampaglioni |

|                                 |           |                          |
| Rossi 8’ Bolognesi 18’ Cara 65’ | Marcatori | 42’ Rossi II 44’ Silvano |

| Arbitro: | Colonna |

|                |           |  |
| Lanza 42’, 50’ | Marcatori |  |

| Arbitro: | Bianconi |

|                          |           |  |
| Silvano 30’ Rossi II 42’ | Marcatori |  |

| Arbitro: | De Salvo (Messina) |

|                  |           |  |
| Virone 2’ (aut.) | Marcatori |  |

| 20 gennaio 1935, ore CEST 12ª giornata Savoia riposa |  | – |  |  |

| Arbitro: | Maddaloni (Bari) |

|                     |           |               |
| Visciano 30’ (aut.) | Marcatori | 35’ Ravizzoli |

#### Girone di ritorno
| Arbitro: | Bennati (Taranto) |

|                         |           |               |
| Pulzone 30’ Ruffino 58’ | Marcatori | 69’ Palazzolo |

| Arbitro: | Costantino |

|                                 |           |                            |
| Giraud III 31’ Silvano 51’, 52’ | Marcatori | 19’ Trevisan 27’ Sternieri |

| Arbitro: | Zampilloni (Roma) |

|                                                             |           |  |
| Puccinelli 46’, 72’, 75’ Donadoni 49’, 84’ Borgo 52’ (rig.) | Marcatori |  |

| Arbitro: | Dotti (Roma) |

|                                                             |           |             |
| Peraco 4’ (aut.) Aldo Pondrano 19’ Rossi I 71’ Rossi II 72’ | Marcatori | 70’ D'Udine |

| Termini Imerese 31 marzo 1935, ore CEST 18ª giornata | Termini       | 0 – 0 | Savoia | \| Arbitro: \| Senesi (Roma) \| |
| Arbitro:                                             | Senesi (Roma) |       |        |                                 |

| Arbitro: | Bevilacqua (Viareggio) |

|                          |           |                    |
| Rossi II 37’ Tricoli 82’ | Marcatori | 90’ (aut.) Rossi I |

| Arbitro: | Papa |

|              |           |  |
| Colausig 35’ | Marcatori |  |

| Arbitro: | Lazzarotti (Messina) |

|                                                                                        |           |          |
| Giraud III 4’, 10’, 80’ Tricoli 24’ Ravizzoli 39’, 78’ Rossi II 65’, 90’ Palazzolo 71’ | Marcatori | 73’ Cara |

| Arbitro: | Ruggiero |

|  |           |                         |
|  | Marcatori | 23’ Lanza 56’ Tessitore |

| Arbitro: | Zalloni |

|  |           |                                           |
|  | Marcatori | 15’ Pondrano 21’ Ravizzoli 44’ Giraud III |

| Arbitro: | Bonifazi (Roma) |

|  |           |                              |
|  | Marcatori | 75’ Ravizzoli 81’ Giraud III |

| 19 maggio 1935, ore CEST 25ª giornata |  | – Savoia riposa |  |  |

| 26 maggio 1935, ore CEST 26ª giornata | Savoia | – Non disputata | Siracusa |  |

#### Spareggio
| Arbitro: | Sassi |

|                           |           |               |
| Sacchi 5’ Paccagnella 81’ | Marcatori | 29’ Palazzolo |

## Statistiche
Aggiornate al 9 giugno 1935.

### Statistiche di squadra
| Competizione    | Punti | In casa | In casa | In casa | In casa | In casa | In casa | In trasferta | In trasferta | In trasferta | In trasferta | In trasferta | In trasferta | Totale | Totale | Totale | Totale | Totale | Totale | DR  |
| Competizione    | Punti | G       | V       | N       | P       | Gf      | Gs      | G            | V            | N            | P            | Gf           | Gs           | G      | V      | N      | P      | Gf     | Gs     | DR  |
| --------------- | ----- | ------- | ------- | ------- | ------- | ------- | ------- | ------------ | ------------ | ------------ | ------------ | ------------ | ------------ | ------ | ------ | ------ | ------ | ------ | ------ | --- |
| Prima Divisione | 25    | 11      | 8       | 2       | 1       | 37      | 15      | 12           | 2            | 3            | 7            | 12           | 21           | 25     | 10     | 5      | 8      | 49     | 36     | +13 |
| Totale          | 25    | 11      | 8       | 2       | 1       | 37      | 15      | 12           | 2            | 3            | 7            | 12           | 21           | 25     | 10     | 5      | 8      | 49     | 36     | +13 |

### Andamento in campionato
| Giornata  | 1 | 2 | 3 | 4 | 5 | 6 | 7 | 8 | 9 | 10 | 11 | 12 | 13 | 14 | 15 | 16 | 17 | 18 | 19 | 20 | 21 | 22 | 23 | 24 | 25 | 26    |
| --------- | - | - | - | - | - | - | - | - | - | -- | -- | -- | -- | -- | -- | -- | -- | -- | -- | -- | -- | -- | -- | -- | -- | ----- |
| Luogo     | C | T | C | T | C | T | C | T | T | C  | C  | -  | T  | T  | C  | T  | C  | T  | C  | T  | C  | C  | T  | T  | -  | C     |
| Risultato | V | P | V | P | N | N | N | P | P | V  | V  | -  | N  | P  | V  | P  | V  | N  | V  | P  | V  | P  | V  | V  | -  | [ 3 ] |
| Posizione | 1 |   |   |   |   |   |   |   |   |    |    |    |    |    |    |    |    |    |    |    |    |    |    |    |    | 7     |

Legenda:

Luogo: C = Casa; T = Trasferta. Risultato: V = Vittoria; N = Pareggio; P = Sconfitta.
- = Turno di riposo.

### Statistiche dei giocatori
| Giocatore      | Campionato | Campionato |
| Giocatore      | Presenze   | Reti       |
| -------------- | ---------- | ---------- |
| M. Arbizzani   | 14         | -20        |
| M. Brasile     | 5          | 0          |
| M. Bredo       | 20         | 0          |
| Bruno          | 9          | 0          |
| D. De Nicola   | 15         | 0          |
| Fabrizio       | 1          | 0          |
| G. Giraud      | 12         | 6          |
| Mantovani      | 7          | 0          |
| B. Martire     | 3          | 0          |
| L. Palazzolo   | 22         | 4          |
| Pantano        | 7          | 0          |
| A. Pondrano    | 9          | 3          |
| C. Ravizzoli   | 19         | 7          |
| A. Rossi I     | 20         | 14         |
| D. Rossi II    | 21         | 7          |
| Russo          | 1          | 0          |
| A. Silvano     | 16         | 5          |
| V. Staccione   | 2          | 0          |
| O. Tacchinardi | 21         | 0          |
| S. Tricoli     | 21         | 2          |
| L. Vandelli    | 5          | 0          |
| C. Visciano    | 10         | -18        |
| C. Zavattaro   | 4          | 0          |